# 梅山交流道
梅山交流道為臺灣國道三號的交流道，位於臺灣嘉義縣大林鎮，指標為279k。
|      | 279 梅山 | 南下       |  | 梅山 大林 |
| 北上 | 279 梅山 | 大林 梅山  |  |           |
| 北上 | 279 梅山 | 劍湖山世界 |  |           |

## 簡述
梅山交流道位於嘉義縣大林鎮過溪里與梅山鄉過山村之間，藉由此交流道接縣道162號可通往大林鎮與梅山鄉。由於該地所在位置多屬台糖農地，故地勢平緩。
此交流道屬鑽石型交流道，匝道設計速率為每小時60公里，最小半徑800公尺。由於縣道162號與國道三號主線之交角近90度，且位在直線路段，故路面全寬以20公尺雙向四車道設計。出口匝道終點設計寬度為7公尺之雙車道；而入口匝道則為單車道。

## 外部連結
- 國道三號梅山交流道示意圖 （页面存档备份，存于）（交通部高速公路局）
- 大埔美工業園區 （页面存档备份，存于）
- 汽車三寶亂停匝道躲太陽　網友怒：陰間比較涼 （页面存档备份，存于）